# Mayersville
Mayersville es un pueblo del Condado de Issaquena, Misisipi, Estados Unidos. Según el censo de 2000 tenía una población de 795 habitantes.

## Demografía
Según el censo de, de los 190 hogares en el 40,5% había menores de 18 años, el 26,3% pertenecía a parejas casadas, el 31,1% tenía a una mujer como cabeza de familia, y el 33,2% no eran familias. El 31,1% de los hogares estaba compuesto por un único individuo, y el 13,7% pertenecía a alguien mayor de 65 años viviendo solo. El tamaño promedio de los hogares era de 2,80 personas y el de las familias de 3,53.
La población estaba distribuida en un 26,4% de habitantes menores de 18 años, un 16,0% entre 18 y 24 años, un 36,9% de 25 a 44, un 13,7% de 45 a 64, y un 7,0% de 65 años o mayores. La media de edad era 29 años. Por cada 100 mujeres había 165,9 hombres. Por cada 100 mujeres de 18 años o más, había 228,7 hombres.
Los ingresos medios por hogar en la localidad eran de 10.962 dólares ($), y los ingresos medios por familia eran 15.208 $. Los hombres tenían unos ingresos medios de 20.917 $ frente a los 15.875 $ para las mujeres. La renta per cápita para la ciudad era de 7.287 $. El 49,9% de la población y el 41,6% de las familias estaban por debajo del umbral de pobreza. El 62,6% de los menores de 18 años y el 51,4% de los habitantes de 65 años o más vivían por debajo del umbral de pobreza.

## Geografía
Según la Oficina del Censo de los Estados Unidos, Mayersville tiene un área total de 2,9 km², todos ellos correspondientes a tierra firme.